# Betsy Beard
Elizabeth „Betsy“ Ann Beard, nach Heirat Betsy Stillings, (* 16. September 1961 in Baltimore) ist eine ehemalige US-amerikanische Steuerfrau im Rudern, die 1984 Olympiasiegerin mit dem Achter wurde.
Die 1,55 m große Betsy Beard ersetzte 1984 Valerie McClain-Ward als Steuerfrau im US-Achter. Bei den Olympischen Spielen 1984 siegte das US-Boot mit sechs Vizeweltmeisterinnen des Vorjahres sowie Jeanne Flanagan, Kathryn Keeler und Betsy Beard mit einer Sekunde Vorsprung vor den Rumäninnen. Bei den Weltmeisterschaften 1985 saßen nur noch Flanagan und Beard aus dem Olympiaboot im US-Achter, der mit drei Zehntelsekunden Rückstand auf die Rumäninnen den vierten Platz belegte, Gold und Silber ging in die Sowjetunion und in die DDR. Auch 1986 in Nottingham siegte der sowjetische Achter vor dem DDR-Boot und den Rumäninnen, die viertplatzierten Amerikanerinnen kamen zwei Sekunden nach den Rumäninnen ins Ziel. Nach sieben Weltmeistertiteln in Folge belegte der sowjetische Frauenachter bei den Weltmeisterschaften 1987 nur den dritten Platz, es siegten die Rumäninnen vor dem von Beard gesteuerten US-Achter. Im Finale der Olympischen Spiele 1988 siegte der DDR-Achter vor den Rumäninnen und dem chinesischen Boot, der US-Achter belegte den sechsten Platz.
Betsy Beard heiratete den olympischen Medaillengewinner John Stillings.